# Усть-Дунгуй
Усть-Дунгуй (рос. Усть-Дунгуй) — улус Кяхтинського району, Бурятії Росії. Входить до складу Алтайського сільського поселення.
Населення — 670 осіб (2015 рік).